# Стеве Вейлер
Стеве Вейлер (нід. Steve Wijler, нар. 17 квітня 1991) — нідерландський лучник, срібний призер Олімпійських ігор 2020 року, призер чемпіонатів світу та Європи.

## Виступи на Олімпіадах
| Олімпіада  | Дисципліна             | Місце |
| ---------- | ---------------------- | ----- |
| Токіо 2020 | індивідуальна першість | 17    |
| Токіо 2020 | командна першість      | 4     |
| Токіо 2020 | змішана команда        | 2     |
| Париж 2024 | індивідуальна першість | 17    |
| Париж 2024 | змішана команда        | 17    |

## Зовнішні посилання
- Стеве Вейлер на сайті World Archery (англійська)
- Стеве Вейлер на сайті Olympics.com (англійська)
- Стеве Вейлер на сайті Olympedia (англійська)